# السيكلنتيات
السيكلنتيات (Cyclanthaceae) هي فصيلة من النباتات المزهرة "كاسيات البذور".

## التصنيف
إن نظام مجموعة التأريخ العرقي لكاسيات البذور (APG system) (1998) ونظام 2 مجموعة التأريخ العرقي لكاسيات البذور (APG II system) (2003) ينسبونها إلى رتبة كاذيات في الفرع الحيوي أحاديات الفلقة. تتواجد الفصيلة في الإقليم المداري الجديد وتتكون من 12 جنسًا.
الأجناس
- Asplundia هارلينغ (Harling)
- Carludovica رويز وباف (Ruiz & Pav).
- Chorigyne أر إريكس (R.Erikss).
- Cyclanthus بويت (Poit).
- Dianthoveus هاميل وويلدر (Hammel & Wilder)
- Dicranopygium هارلينغ (Harling)
- Evodianthus أويرست (Oerst).
- Ludovia بروجنن (Brongn).
- Schultesiophytum هارلينغ (Harling)
- Sphaeradenia هارلينغ (Harling)
- Stelestylis درود (Drude)

```
*
Thoracocarpus
 هارلينغ (Harling)
```

## الزراعة والاستخدامات
الفصيلة معروفة بسبب Carludovica palmata، الأوراق اليافعة التي تصنع إلى قبعات بنما.
وتم تسويق نوع غير معرف من هذه الفصيلة (من الممكن أن يكون نوع من Carludovica) كنبات منزلي في الولايات المتحدة تحت اسم «طبلة الغابة».
ويتم إضافة Carludovica divergens لبعض نسخ مشروب الهلوسة الآياهواسكا (Ayahuasca).